# Bannière de Hexigten
La bannière de Hexigten (chinois : 克什克腾旗 ; pinyin : Kèshíkèténg Qí ; mongol : ᠬᠡᠰᠢᠭᠲᠡᠨ
ᠬᠣᠰᠢᠭᠤ, cyrillique : Хэшигтэн хошуу, MNS : Kheshigten khoshuu) est une subdivision administrative de la région autonome de Mongolie-Intérieure en Chine. Elle est placée sous la juridiction de la ville-préfecture de Chifeng.

## Démographie
La population de la bannière était de 257 107 habitants en 1999.